# Samsung Galaxy A51
Il Samsung Galaxy A51 è uno smartphone Android prodotto da Samsung Electronics e facente parte della serie Galaxy A. È stato annunciato e immesso sul mercato a dicembre 2019.
A luglio 2020, con oltre 6 milioni di terminali di fascia media, pari al 2,3% del mercato globale, il Galaxy A51 risultava essere lo smartphone Android più venduto al mondo.

## Caratteristiche generali

### Hardware
Il Galaxy A51 ha un display Super AMOLED "Infinity-O" da 6,5" con risoluzione Full HD+ (1080 × 2400 pixel), aspect ratio 20:9 e una densità di 405 ppi, protetto da un vetro Corning Gorilla Glass 3. Misura 158,5 mm × 73,6 mm × 7,9 mm e pesa 172 grammi. Lo smartphone ha un chipset octa-core Samsung Exynos 9611 prodotto con processo produttivo a 10 nanometri, con CPU composta da 4 core da 2,3 GHz ARM Cortex-A73 e 4 core da 1,7 GHz Cortex-A53, accompagnata dalla GPU Mali-G72 MP3. Viene fornito con 4, 6 o 8 GB di RAM e 64 o 128 GB di memoria interna, che può essere espansa con una scheda microSD fino a 512 GB. È dotato di una batteria ai polimeri di litio non removibile dall'utente da 4000 mAh e di sensore rilevatore di impronte digitali ottico sotto al display.

### Fotocamera
Il Samsung Galaxy A51 possiede quattro fotocamere disposte all'interno di un alloggio rettangolare, prive di stabilizzazione ottica. L'array è costituito da una fotocamera principale da 48 MP con apertura f/2.0, una fotocamera grandangolare da 12 MP f/2.2, una fotocamera macro da 5 MP f/2.4 e un sensore di profondità da 5 MP f/2.2. Ha anche una singola fotocamera frontale da 32 MP, situata in un piccolo foro nella parte anteriore dello schermo. Entrambe le fotocamere anteriori e posteriori possono registrare video fino al 4K a 30 fps e in Full HD a 30 o a 120 fps. I video possono essere registrati dalle telecamere posteriori anche in modalità "Super Steady", che aumenta significativamente la stabilizzazione delle immagini registrate riducendone però la nitidezza.

### Software
Il Galaxy A51 è fornito con Android 10 e la versione 2.0 dell'interfaccia One UI, in seguito aggiornata alla versione 2.1 e poi alla 2.5.
A febbraio 2021 inizia a ricevere l’aggiornamento ad Android 11 con la One UI 3.0, passata a marzo 2021 alla versione 3.1.
Da fine marzo 2022 comincia a ricevere l'aggiornamento ad Android 12 con One UI 4.1.
Il software è dotato del set di funzionalità di sicurezza Samsung Knox.

## Varianti

### Samsung Galaxy A51 5G
Il Samsung Galaxy A51 5G è la variante di Galaxy A51 dotata di SoC Exynos 980 compatibile con le reti 5G e disponibile solo nella versione con 6 GB di RAM. Questo processore è più performante dell'Exynos 9611 di Galaxy A51 standard. Galaxy A51 5G presenta inoltre differenze relative a fotocamere, design, dimensioni della scocca e peso rispetto al modello 4G. Lo smartphone è disponibile dal 31 luglio 2020 in Italia.
Il Galaxy A51 5G è stato immesso sul mercato con Android 10 e interfaccia One UI 2.1, successivamente aggiornata alla versione 2.5.
Nel febbraio 2021 inizia a ricevere Android 11 con One UI 3.0, poi passata alla versione 3.1.
Dal 28 marzo 2022 comincia a ricevere Android 12 con One UI 4.1 a partire dal modello per il mercato spagnolo.

### Samsung Galaxy A51 5G UW
Il Samsung Galaxy A51 5G UW è la variante del Galaxy A51 5G sponsorizzata da Verizon, differisce inoltre dall'A51 5G per la presenza di un chipset Qualcomm Snapdragon 765G e per l'assenza del taglio da 8 GB di RAM.